# Демирташ, Сонер
Сонер Демирташ (тур. Soner Demirtaş, р. 25 июня 1991) — турецкий борец вольного стиля, трёхкратный чемпион Европы, бронзовый призёр Олимпийских игр 2016 года в Рио-де-Жанейро.

## Биография
Родился в 1991 году. В 2013 году стал чемпионом Средиземноморских игр. В 2014 году стал бронзовым призёром чемпионата Европы. В 2015 году завоевал серебряную медаль Европейских игр. В 2016 году стал чемпионом Европы. В 2016 году на олимпийских играх в Рио завоевал бронзовую медаль.
В феврале 2020 года на чемпионате континента в итальянской столице, в весовой категории до 74 кг Сонер в схватке за бронзовую медаль поборол спортсмена из Венгрии и завоевал бронзовую медаль европейского первенства.